# University of Kentucky

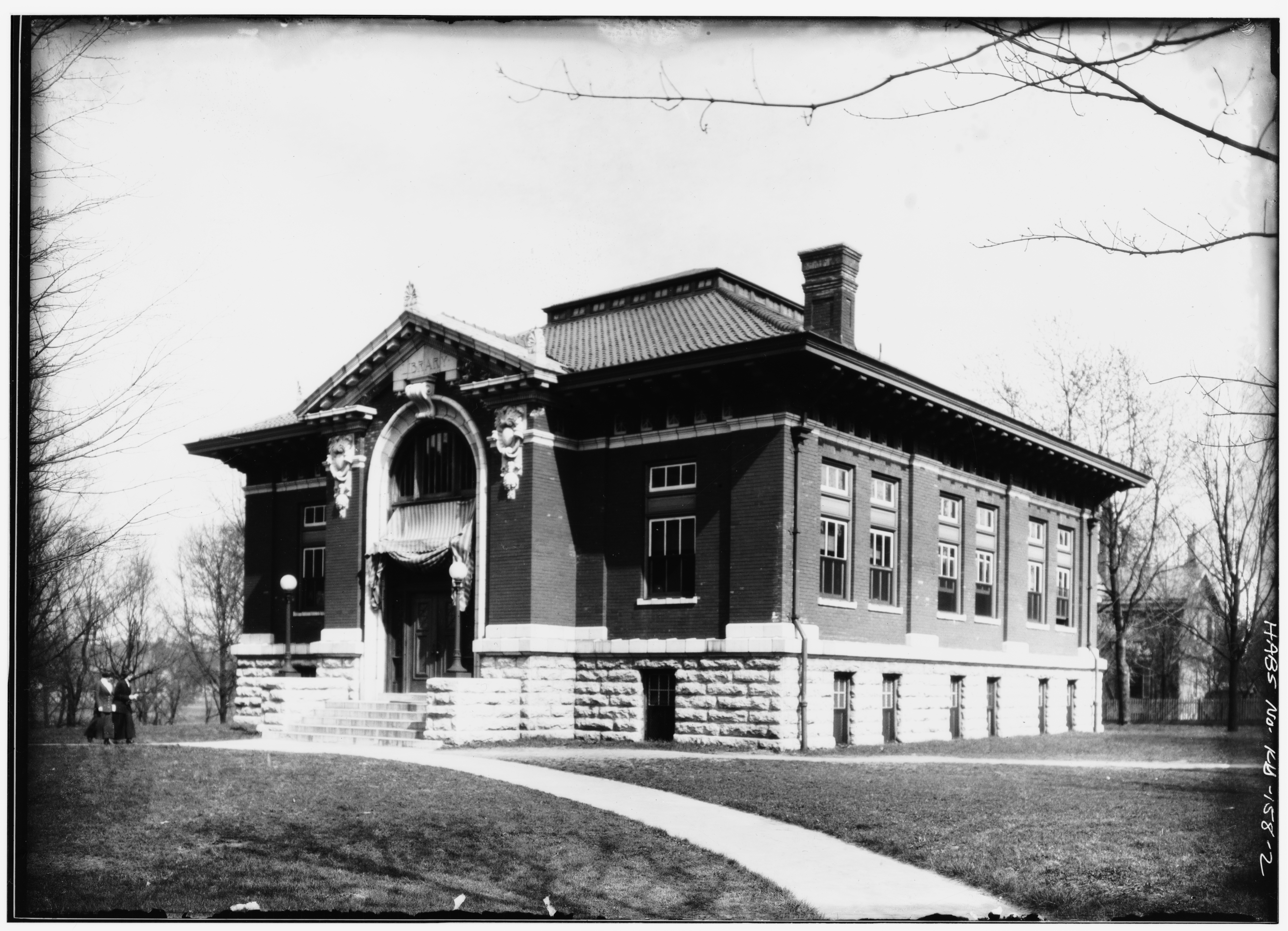
Universitätsbibliothek um 1907

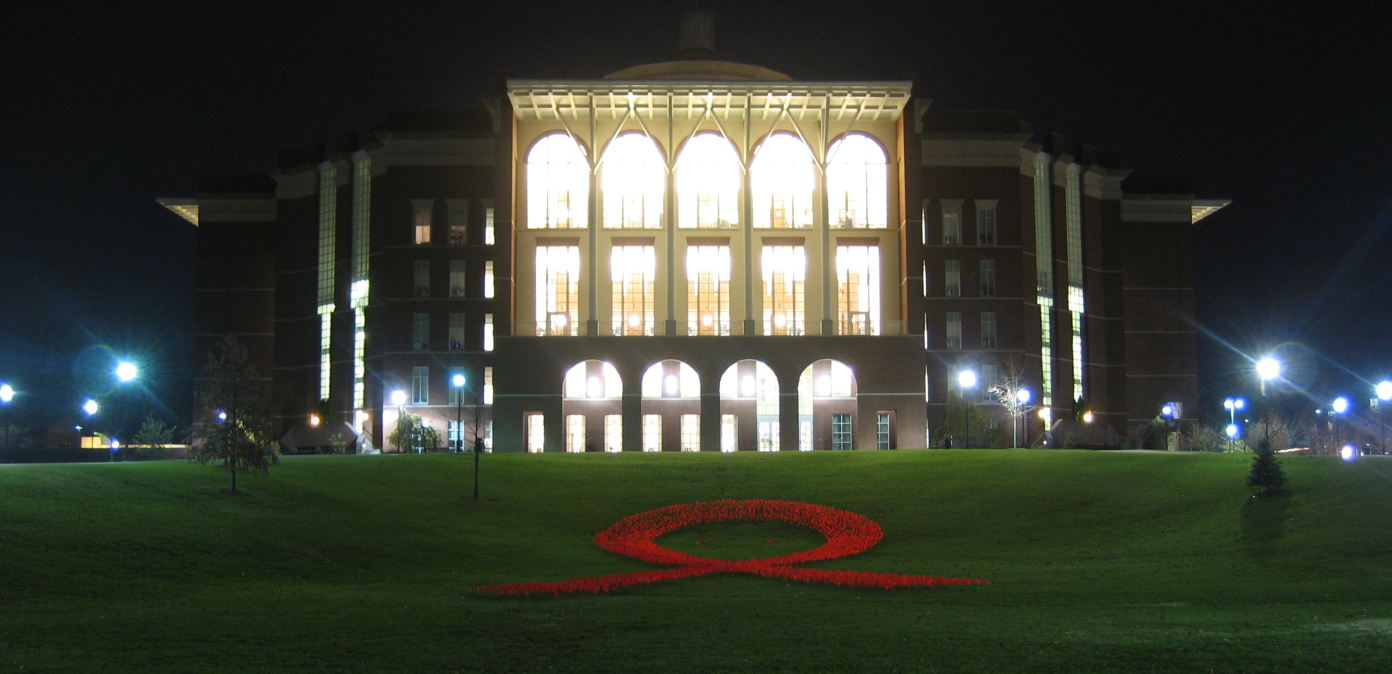
William T. Young Library

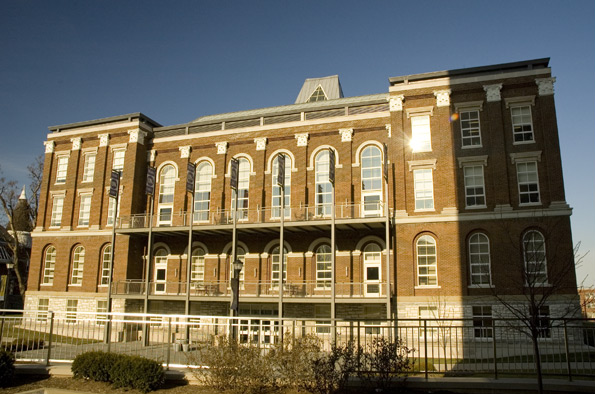
Main Building

Die University of Kentucky (umgangssprachlich UK oder einfach Kentucky genannt) ist eine forschungsintensive, staatliche Universität in Lexington im US-Bundesstaat Kentucky. Sie wurde 1865 gegründet und ist mit fast 30.000 Studenten die größte Universität des Staates Kentucky.

## Geschichte
1865 gründete John Bowman das Agricultural and Mechanical College of Kentucky als Land-grant University. Sie war Teil der privaten Kentucky University, heute Transylvania University. Die Stadt spendete einen 21 Hektar großen Park. Im Jahre 1878 kam es aufgrund eines Konfliktes über die Ausrichtung und Aufteilung der finanziellen Mittel zu einer Trennung der beiden Institutionen.
Das College wurde für Männer gegründet; ab 1880 durften auch Frauen matrikulieren. Die erste Hochschulabsolventin war Belle Gunn im Jahre 1888. Das erste Studentenwohnheim für Frauen, Patterson Hall, wurde 1904 errichtet und war der erste Bau, der außerhalb des Campusgebietes lag. Um an den Campus zu gelangen, mussten die Bewohner des Frauenwohnheimes einen Sumpf durchqueren (heute steht hier das Student Union). Der Bau ist ein typischer des 20. Jahrhunderts; sein Dachgeschoss wurde für einen Ballsaal konzipiert.
Die Universität wurde 1908 in State University, Lexington, Kentucky und 1916 in University of Kentucky umbenannt. Während des Ersten Weltkriegs wurde im Jahre 1916 das Ausbildungsprogramm des Reserve Officer Training Corps aufgenommen.  Im Jahre 1949 integrierte Lyman T. Johnson die Universität, nachdem er per Gerichtsverfahren einen Magisterstudienplatz erstritten hatte.

## Rankings
2018 belegte die Universität im Hochschulranking des Nachrichtenmagazin U.S. News & World Report den 132. Platz und den 60. Platz unter den staatlichen Hochschulen.
Im Januar 2020 findet sich die Universität für ihre wissenschaftlichen Ergebnisse in den Bereichen Finance und Volkswirtschaftslehre auf Rang 139 des Ranking von RePEc.
1997 beauftragte der Kentucky General Assembly unter Präsident Lee Todds Führung, dass UK unter die Top 20 Universitäten der Nation bis 2020 aufsteigen solle. Zu diesem Zweck stellt die Universität kontinuierlich schärfere Aufnahmebedingungen und arbeitet daran, ihre akademischen Fakultäten unter anderem durch starke Investitionen in die universitäre Infrastruktur zu verbessern. So sollen unter anderen das Krankenhaus und die Forschungsprogramme erweitert werden.

## Sport

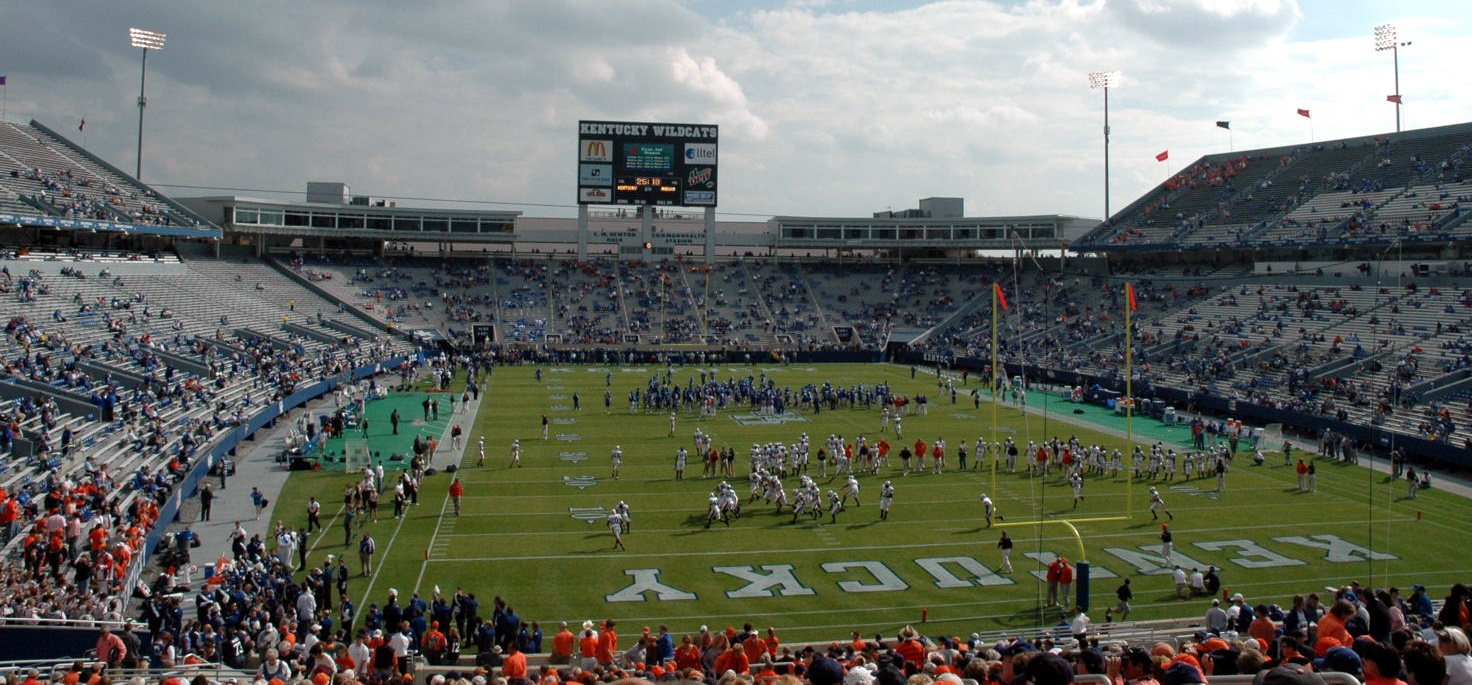
Commonwealth Stadium bei einem Spiel der Wildcats

Die University of Kentucky ist Mitglied der Southeastern Conference. Ihre Sportteams nennen sich die Wildcats. Vor allem das UK College-Basketball-Team gehört zu den Top Mannschaften in den USA. Im Jahr 2012 gewann es die Nationalen College Basketball Meisterschaften der NCAA (NCAA Division I Basketball Championship) und befindet sich aktuell auf Rang 10 des ESPN Rankings als beste College Basketball Mannschaft der USA (Stand: 16. Woche der Saison 2019/20). Der amerikanische Basketball-Coach John Calipari unterschrieb im Mai 2009 einen auf rund 32 Millionen Dollar dotierten Vertrag mit der Universität, was ihn zum weltweit bestbezahlten Trainer einer College-Basketball-Mannschaft macht.

## Sonstiges
Die elektrotechnische Fakultät beherbergte einen der frühesten College-Amateur-Rundfunksender in den USA (Anrufssignal W4JP); er ging vor dem Ersten Weltkrieg auf Sendung. Heute haben auf dem UK-Campus zwei Sender ihren Sitz: 88.1 FM WRFL und der Radiosender 91.3 WUKY.

## Colleges

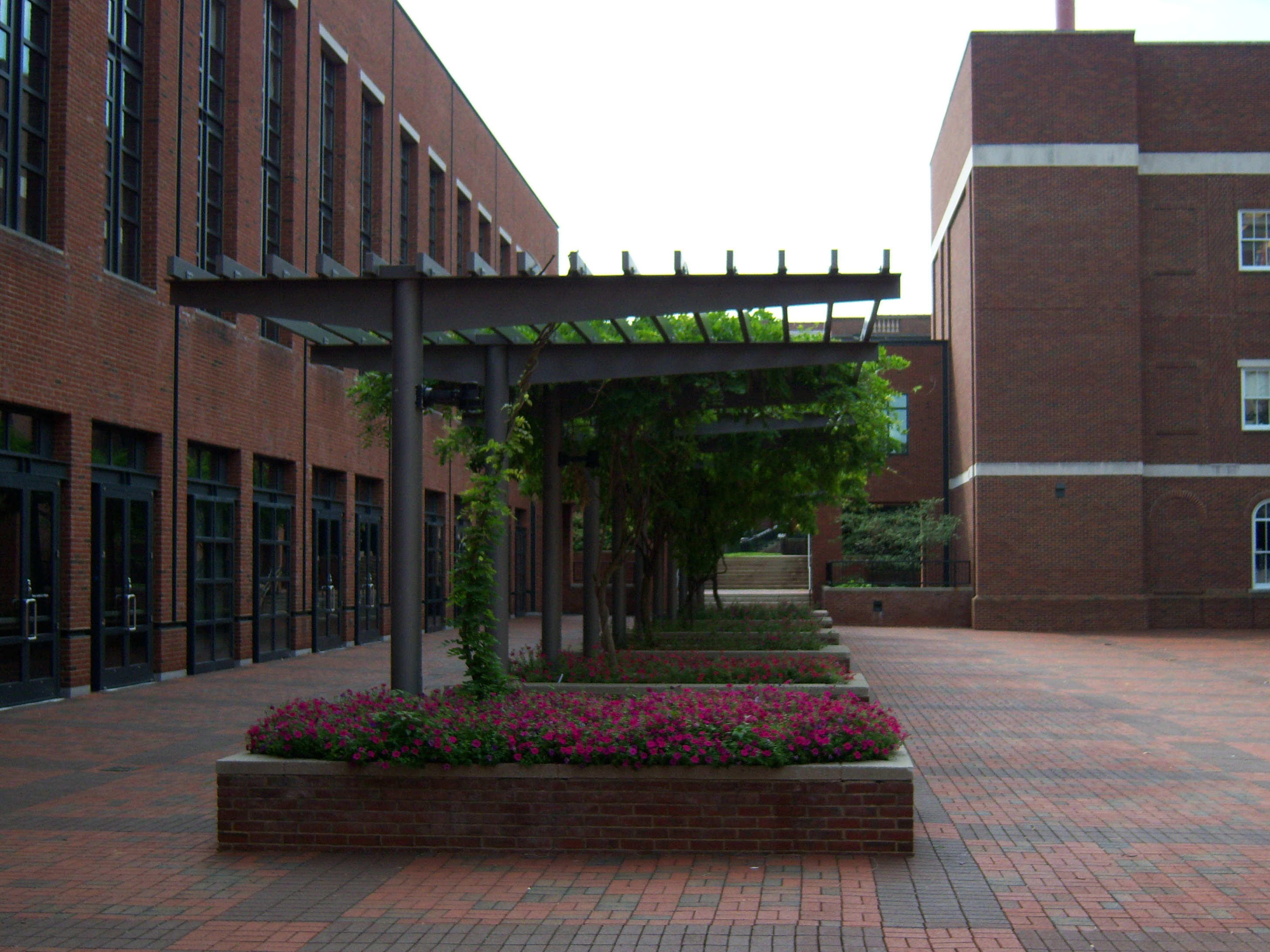
Engineering Plaza des College of Engineering

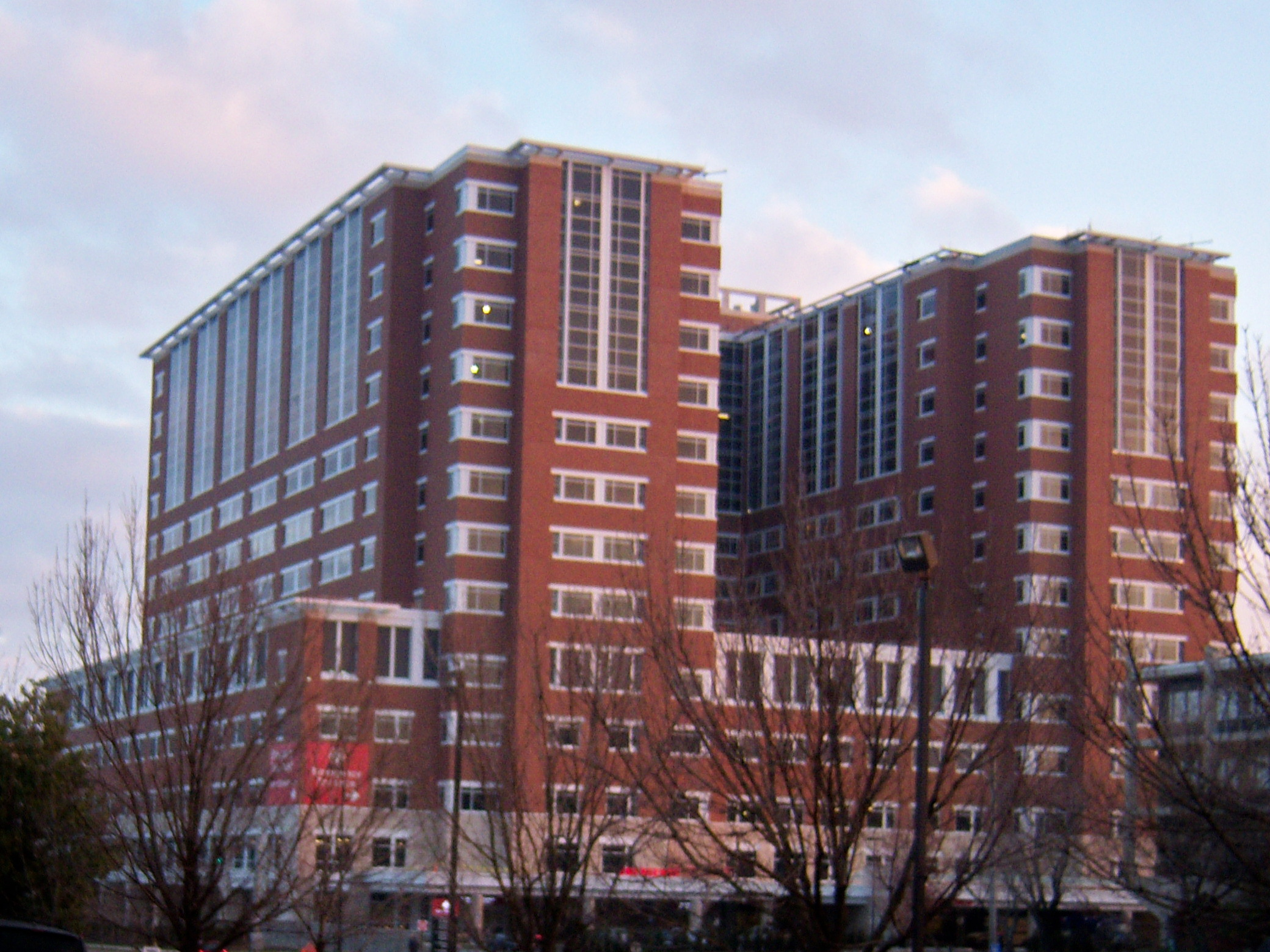
Hospital des College of Health Sciences

- College of Agriculture, Food and Environment
- College of Arts and Sciences
- Gatton College of Business and Economics
- College of Communication and Information
- College of Dentistry
- College of Design
- College of Education
- College of Engineering
- College of Fine Arts
- College of Health Sciences
- J. David Rosenberg College of Law
- College of Medicine
- College of Nursing
- College of Pharmacy
- College of Public Health
- College of Social Work

Außerdem gehören folgende dazu:
- International Center
- Lewis Honors College
- Martin School of Public Policy and Administration
- Patterson School of Diplomacy and International Commerce
- The Graduate School

## Bekannte Dozenten
- Guy Davenport (1927–2005), 1963 bis 1990 Professor für Englisch
- Elizabeth LeStourgeon (1880–1971), von 1920 bis 1946 Professorin für Mathematik

## Bekannte Absolventen
Politik und Verwaltung

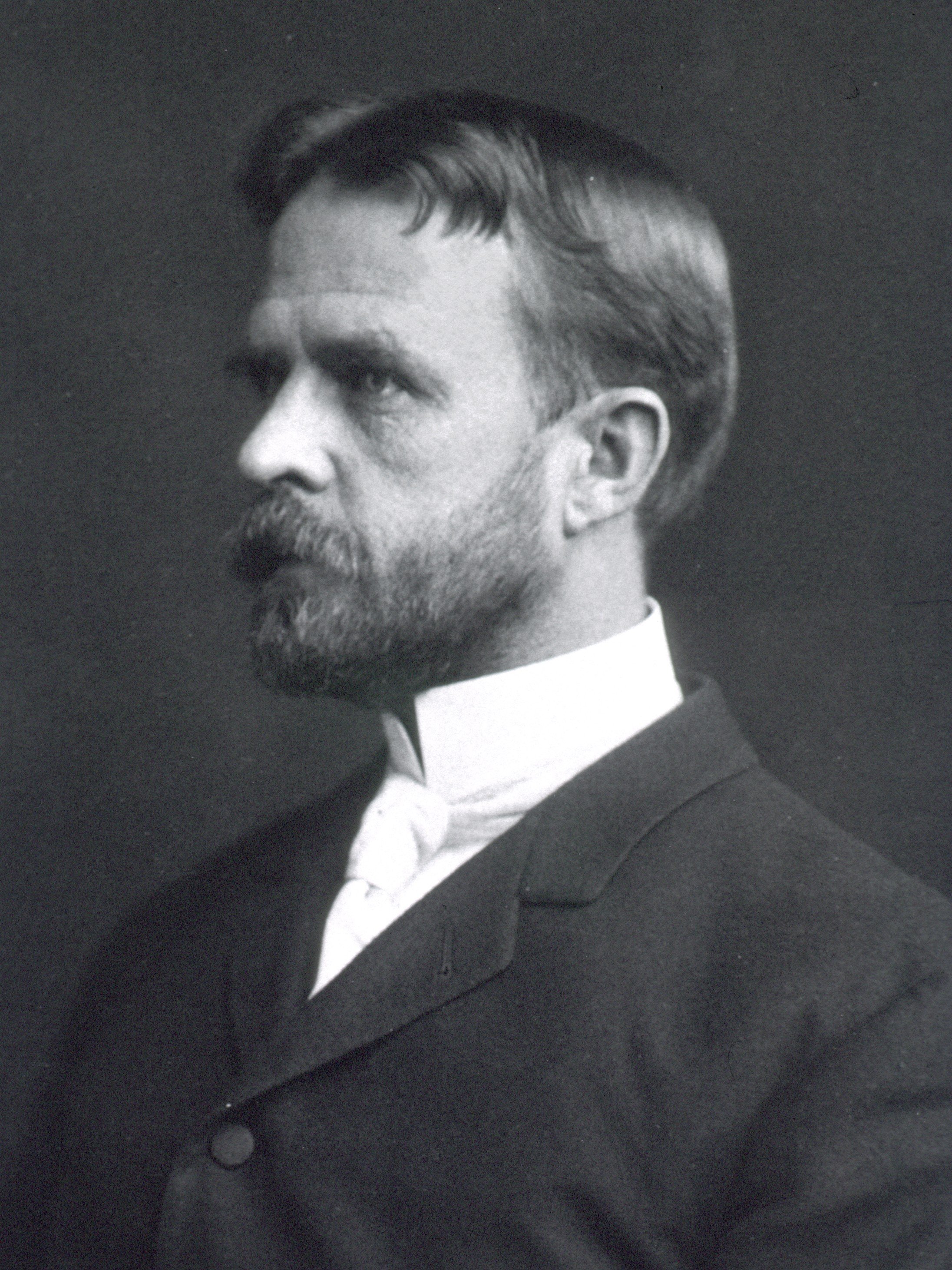
Thomas Hunt Morgan, Nobelpreis für Medizin 1933

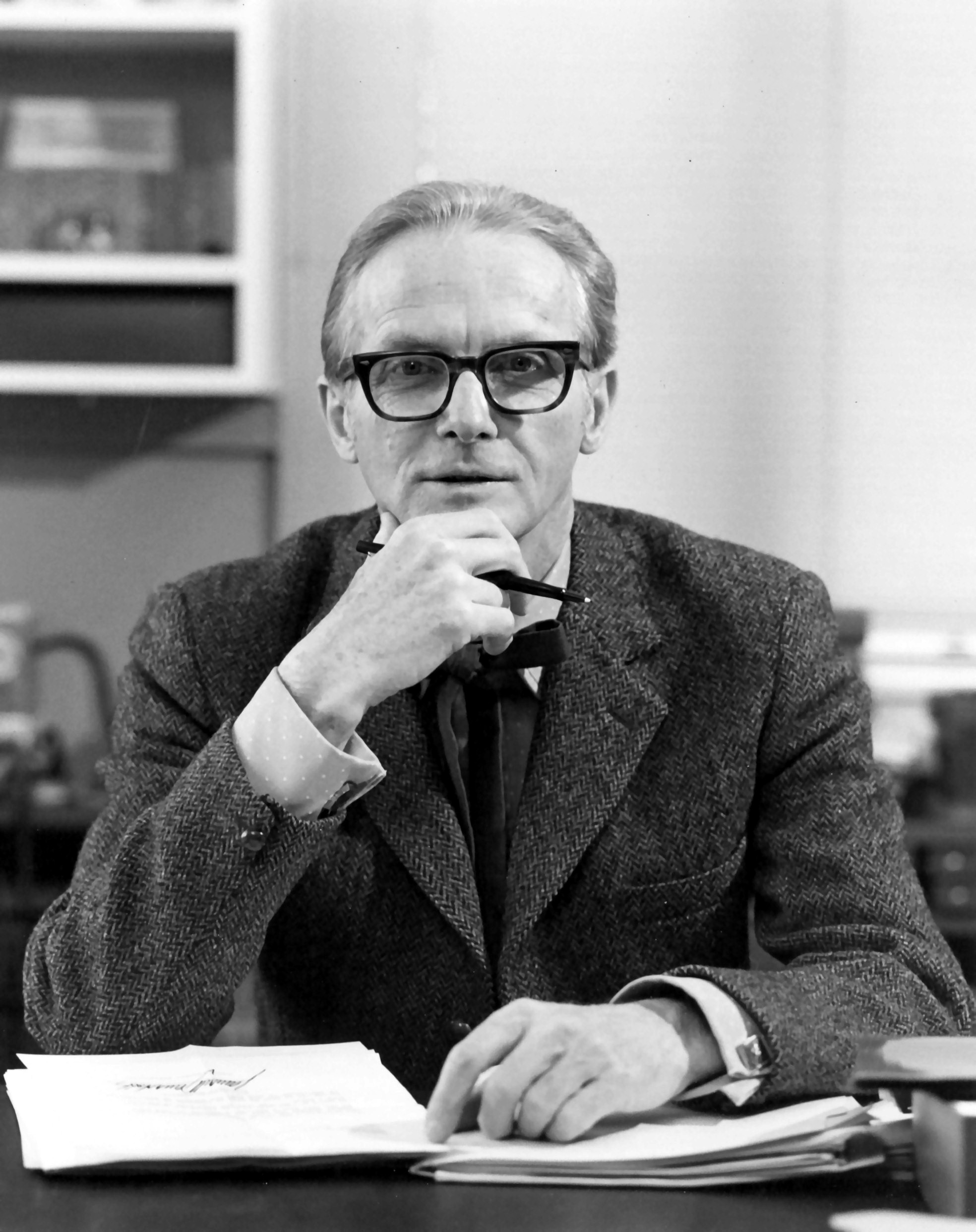
William N. Lipscomb, Nobelpreis für Chemie 1976

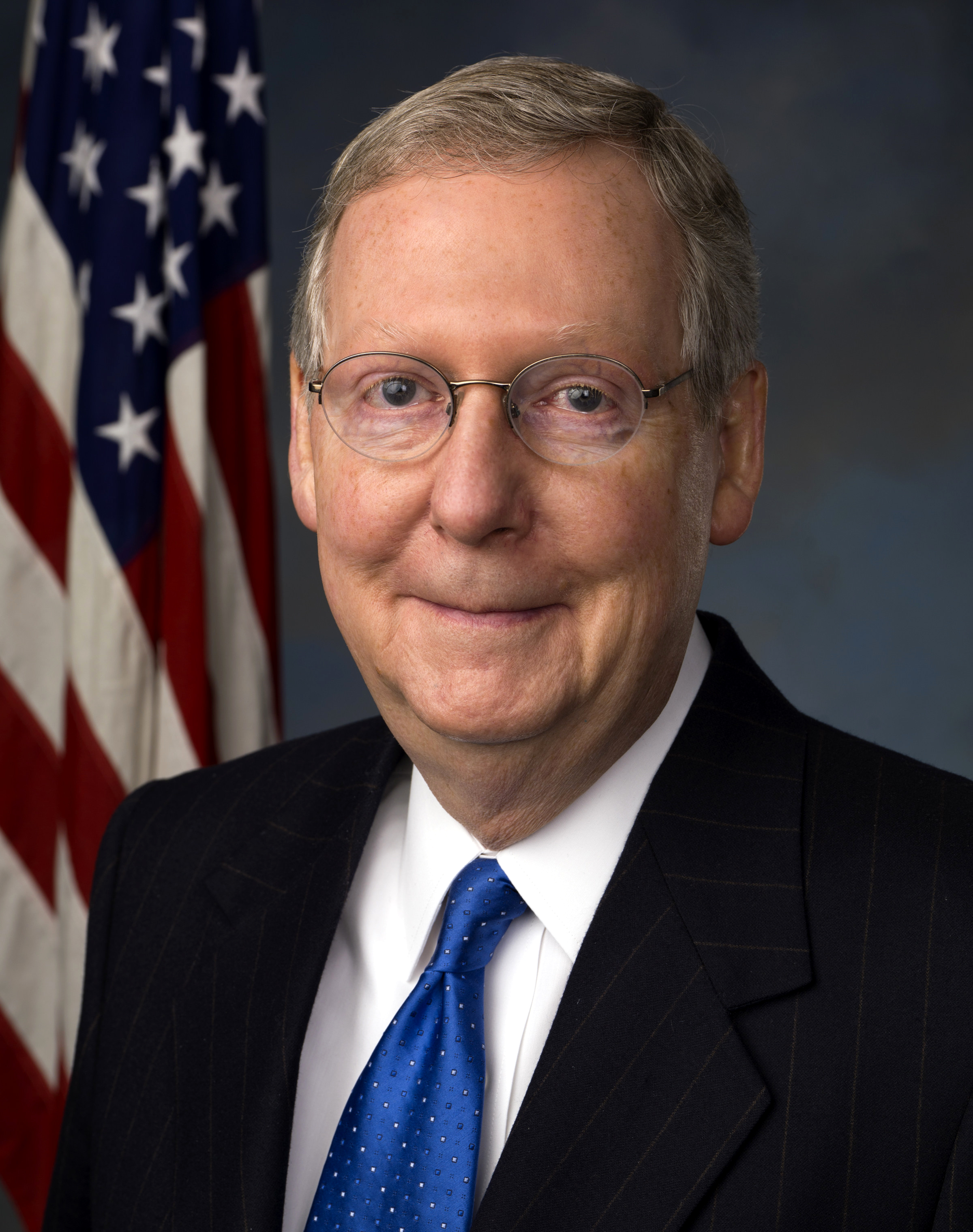
Mitch McConnell, Minderheitsführer im US-Senat

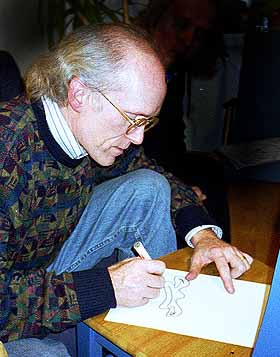
Comiczeichner Don Rosa

- J. C. W. Beckham (1869–1940),  Gouverneur von Kentucky (1900–1907)
- Steve Beshear (* 1944), von 2007 bis 2015 Gouverneur von Kentucky
- Edward T. Breathitt (1924–2003), von 1963 bis 1967 Gouverneur von Kentucky
- John Y. Brown junior (1933–2022), von 1979 bis 1983 Gouverneur von Kentucky
- Julian Carroll (1931–2023), von 1974 bis 1979 Gouverneur von Kentucky
- Matt Cutts (* 1972 oder 1973), Softwareentwickler
- Happy Chandler (1898–1991), von 1935 bis 1939 und von 1955 bis 1959 Gouverneur von Kentucky; Kommissar von Baseball („Commissioner of Baseball“, MLB) von 1945 bis 1951
- Earle C. Clements (1896–1985), von 1947 bis 1950 Gouverneur von Kentucky
- Martha Layne Collins (* 1936), von 1983 bis 1987 Gouverneurin von Kentucky
- Bert T. Combs (1911–1991), von 1959 bis 1963 Gouverneur von Kentucky
- William J. Fields (1874–1954), von 1923 bis 1927 Gouverneur von Kentucky
- Ernie Fletcher (* 1952), von 2003 bis 2007 Gouverneur von Kentucky
- Wendell Ford (1924–2015), von 1971 bis 1974 Gouverneur von Kentucky
- Keen Johnson (1896–1970), von 1939 bis 1943 Gouverneur von Kentucky
- Mitch McConnell (* 1942), Minderheitsführer („Minority Leader“) im US-Senat
- Paul E. Patton (* 1937), 1995 bis 2003 Gouverneur von Kentucky
- Beverly Perdue (* 1947), von 2009 bis 2013 Gouverneurin von North Carolina
- James Graves Scrugham (1880–1945), von 1923 bis 1927 Gouverneur von Nevada
- Augustus Owsley Stanley (1867–1958), von 1915 bis 1919 Gouverneur von Kentucky
- Elvis Jacob Stahr junior (1916–1998), von 1961 bis 1962 US-Heeresminister
- Ted Strickland (* 1941), von 2007 bis 2011 Gouverneur von Ohio
- Tom Jefferson Terral (1882–1946), von 1925 bis 1927 Gouverneur von Arkansas
- Wallace G. Wilkinson, (1941–2002), von 1987 bis 1991 Gouverneur von Kentucky

Wissenschaftler
- Ronald L. Akers (1939–2024), Kriminologe
- W. David Arnett (* 1940), Astrophysiker
- William M. Bass (* 1928), Anthropologe
- Philip B. Coulter (* 1939), Politikwissenschaftler
- William Lipscomb (1919–2011), Chemiker; Nobelpreisträger
- Thomas Hunt Morgan (1866–1945), Zoologe und Genetiker; Nobelpreisträger
- Story Musgrave (* 1935), Astronaut und Mediziner
- John Thomas Scopes (1900–1970), Lehrer, bekannt durch den Scopes-Prozess

Wirtschaft
- Wendell Cherry (1935–1991), Mitgründer von Humana Inc.
- Rodney McMullen (* 1960), Vorstand von Kroger

Kunst und Kultur
- Sam Abell (* 1945), Fotograf
- Wendell Berry (* 1934), Schriftsteller
- Elizabeth Hardwick (1916–2007), Literaturkritikerin und Schriftstellerin
- Ashley Judd (* 1968), Schauspielerin
- Elizabeth Madox Roberts (1881–1941), Schriftstellerin und Dichterin
- Don Rosa (* 1951), Comic-Zeichner
- Reshma Shetty (* 1977), Schauspielerin
- Harry Dean Stanton (1926–2017), Schauspieler
- Kristine Sutherland (* 1955), Schauspielerin
- Kim Yong-ik (1920–1995), Schriftsteller

Sportler
- Bam Adebayo (* 1997), Basketballspieler
- George Blanda (1927–2010), American-Football-Spieler
- Leeman Bennett (* 1938), American-Football-Trainer
- Devin Booker (* 1996), Basketballspieler
- Jasmine Camacho-Quinn (* 1996), Leichtathletin
- Randall Cobb (* 1990), American-Football-Spieler
- DeMarcus Cousins (* 1990), Basketballspieler
- Anthony Davis (* 1993), Basketballspieler
- Dermontti Dawson (* 1965), American-Football-Spieler
- Rob Dillingham (* 2005), Basketballspieler
- De'Aaron Fox  (* 1997), Basketballspieler
- Enes Kanter Freedom (* 1992), Basketballspieler (ohne Spiel)
- Shai Gilgeous-Alexander (* 1998), kanadischer Basketballspieler
- Kendra Harrison (* 1992), Leichtathletin
- Josh Hines-Allen (* 1997), American-Football-Spieler
- Rhyne Howard (* 2000), Basketballspielerin
- Dan Issel (* 1948), Basketballspieler und -trainer
- Keldon Johnson (* 1999), Basketballspieler
- Shipwreck Kelly (1910–1986), American-Football-Spieler
- Ralph Kercheval (1911–2010), American-Football-Spieler
- Michael Kidd-Gilchrist (* 1993), Basketballspieler
- Lee Kiefer (* 1994), Fechterin
- Will Levis (* 1999), American-Football-Spieler
- Tyrese Maxey (* 2000), Basketballspieler
- Sydney McLaughlin-Levrone (* 1999), Leichtathletin
- Gerek Meinhardt (* 1990), Fechter
- Jamal Murray (* 1997), kanadischer Basketballspieler
- Nerlens Noel (* 1994), Basketballspieler
- Pat Riley (* 1945), Basketballspieler und -trainer
- Rajon Rondo (* 1986), Basketballspieler
- Dwight St. Hillaire (* 1997), Leichtathlet
- Shaedon Sharpe (* 2003), kanadischer Basketballspieler (ohne Spiel)
- Reed Sheppard (* 2004), Basketballspieler
- Abby Steiner (* 1999), Leichtathletin
- Jacob Tamme (* 1985), American-Football-Spieler
- Karl-Anthony Towns (* 1995), Basketballspieler
- Danny Trevathan (* 1990), American-Football-Spieler
- John Wall (* 1990), Basketballspieler